# Inger Frimansson
Inger Frimansson, née le 14 novembre 1944 à Stockholm, est une romancière et poète suédoise, auteure de quelques romans policiers et d'ouvrages de littérature d'enfance et de jeunesse.

## Biographie
Elle amorce sa carrière d'écrivain en 1984. À la fin de 1997 et en 1998, elle est rédactrice pigiste. 
Son œuvre touche différents genres : romans, poèmes, nouvelles et ouvrages de littérature d'enfance et de jeunesse. Ses romans sont souvent à la frontière du thriller psychologique, genre qu'elle aborde franchement avec son titre le plus connu Bonne nuit, mon amour, paru en 1998, qui remporte le prix du meilleur roman policier suédois. L'action se déroule successivement en Suède et dans la jungle tropicale de la Malaisie. En 2005, paraît une suite à Bonne nuit, mon amour intitulée L'Ombre dans l'eau.

## Œuvre

### Romans policiers
- God natt min älskade (1998) Publié en français sous le titre Bonne nuit, mon amour, traduit par Carine Bruy, Paris, First éditions, 2010  (ISBN 9782754019040) ; réédition, Paris, Le Livre de poche. Thriller no 32330, 2011
- Mörkerspår (2003)
- Skuggan i vattnet (2005) Publié en français sous le titre L'Ombre dans l'eau, traduit par Carine Bruy, Paris, First éditions, 2011  (ISBN 9782754019057) ; réédition, Paris, Le Livre de poche. Thriller no 32462, 2012

### Ouvrages de littérature d'enfance et de jeunesse
- Den förtrollade prinsen (1986)
- Skräpsommaren (1993)
- Kärlek, trohet, vänskap, hat (1995)
- Elden (1999)
- Svept i rosa papper (2002)
- Inga livstecken (2004)
- Ensam på vägen (2008)
- Hitta Jeppe (2008)

### Autres publications
- Dubbelsängen (1984)
- Tills hon hittar något eget (1987)
- Djuret under tummarna (1989)
- Jag kan också gå på vattnet (1991)
- Handdockan (1992)
- Mannen som flöt över bergen (1993)
- Soldaternas dotter (1994)
- Där inne vilar ögat (1996)
- Fruktar jag intet ont (1997)
- Mannen med oxhjärtat (1999)
- Katten som inte dog (2000)
- Ett mycket bättre liv (2001)
- De nakna kvinnornas ö (2002)
- Bebådelsedag (2003)
- Ligga som ett O (2007)
- De starkare (2009)
- Råttfångerskan (2009)
- Alla älskar Putte (2010)
- De starkare (2010)
- Vem har tagit Putte? (2011)
- Rida på Golden (2011)
- Det kalla landet (2011)